# 田中浩二
田中 浩二（たなか こうじ、1938年〈昭和13年〉2月23日 - 2022年〈令和4年〉8月11日）は、日本の実業家。九州旅客鉄道（JR九州）第2代社長、第2代会長を歴任し、相談役。富山県警察本部長・警視長なども務めた。位階勲等は正四位旭日重光章。

## 経歴
熊本県天草郡河浦町（現天草市）出身。福岡県立小倉高等学校から1960年3月東京大学法学部卒業。1960年（昭和35年）日本国有鉄道（国鉄）に入社。1972年高崎鉄道管理局（現東日本旅客鉄道高崎支社）総務部長、1974年新潟鉄道管理局（現東日本旅客鉄道新潟支社）経理部長、1975年新潟鉄道管理局総務部長、1978年東京西鉄道管理局営業部長、1979年新幹線総局（現東海旅客鉄道新幹線鉄道事業本部等）営業部長、1981年職員局厚生課長、1983年監察局監察役兼監察局調査課長、1984年富山県警察本部長、1986年日本国有鉄道総裁室審議役。
1987年（昭和62年）に民営化で発足した九州旅客鉄道株式会社（JR九州）の常務取締役総合企画本部長、1991年専務取締役総合企画本部長、1994年代表取締役副社長鉄道事業本部長、1996年代表取締役副社長、1997年（平成9年）6月24日に第2代代表取締役社長に就任。2002年（平成14年）6月21日代表取締役会長、1996年取締役会長、2008年（平成20年）6月に相談役に就任。九州観光推進機構の会長、九州連合会副会長、福岡天草郷友会会長等も務めた。
2015年（平成27年）秋の叙勲で旭日重光章を受章。
2022年（令和4年）8月11日、腎臓がんのため、死去。84歳没。死没日付で正四位に叙された。

## 栄典
- 2015年（平成27年）11月3日 - 旭日重光章[2][3]
- 2022年（令和4年）8月11日 - 正四位[1]